# Liste des étoiles les plus brillantes
Pour les autres listes d'étoiles, voir Liste de listes d'étoiles.
Cette page regroupe deux listes d'étoiles classées par luminosité décroissante, lorsque vues depuis la Terre.

## Magnitude apparente
La liste ci-dessous mentionne les étoiles dont la magnitude apparente est inférieure ou égale à +2,50 dans les longueurs d'onde visibles, classées par magnitude apparente croissante (la magnitude apparente +2,50 a été choisie afin de conserver une longueur de liste acceptable, le nombre d'étoiles augmentant rapidement avec la magnitude).
Pour chaque étoile, la valeur de magnitude apparente retenue est celle donnée par la base de données Simbad du Centre de données astronomiques de Strasbourg .
L'ordre exact de la liste n'est pas totalement bien défini :
- Les étoiles multiples sont listées comme étoiles à part entière lorsque la différence de magnitude entre les membres du système stellaire est inférieure à cinq. D'autres listes prennent en compte la luminosité combinée de la totalité des composantes dans tous les cas.
- Certaines étoiles sont variables (indiquées par la mention (var)). Ainsi Bételgeuse habituellement considérée comme la huitième étoile la plus brillante du ciel, est à la 21e place en janvier 2020, en raison de la baisse de sa luminosité depuis novembre 2019 (baisse due à une éjection de gaz formant de la poussière qui cache le rayonnement dans les longueurs d'onde du visible)[1].
- Il existe des variations statistiques dans les valeurs mesurées.

| Rang | Nom                 | Désignation de Bayer | Type spectral  | Magnitude apparente V | Distance (en al) | Sources                                                                                      |
| ---- | ------------------- | -------------------- | -------------- | --------------------- | ---------------- | -------------------------------------------------------------------------------------------- |
| 0    | Soleil              |                      | G2 V           | -26,73                | 0,000 016 al     |                                                                                              |
| 1    | Sirius              | α CMa                | A1 V / DA      | -1,47                 | 8,6 al           | (en) Sirius sur la base de données Simbad du Centre de données astronomiques de Strasbourg.  |
| 2    | Canopus             | α Car                | F0 Ib          | -0,72                 | 310 al           | (en) α Car sur la base de données Simbad du Centre de données astronomiques de Strasbourg.   |
| 3    | Arcturus            | α Boo                | K1,5 IIIpe     | -0,04 (var)           | 34 al            | (en) α Boo sur la base de données Simbad du Centre de données astronomiques de Strasbourg.   |
| 4    | Rigil Kentaurus     | α1 Cen = α Cen A     | G2 V           | -0,01                 | 4 al             | (en) α1 Cen sur la base de données Simbad du Centre de données astronomiques de Strasbourg.  |
| 5    | Véga                | α Lyr                | A0 Va          | +0,03                 | 25 al            | (en) α Lyr sur la base de données Simbad du Centre de données astronomiques de Strasbourg.   |
| 6    | Rigel               | β Ori                | B8 Ia          | +0,12                 | 630 al           | (en) β Ori sur la base de données Simbad du Centre de données astronomiques de Strasbourg.   |
| 7    | Procyon             | α CMi                | F5 IV–V        | +0,38                 | 11 al            | (en) α CMi sur la base de données Simbad du Centre de données astronomiques de Strasbourg.   |
| 8    | Achernar            | α Eri                | B3 Vpe         | +0,46                 | 130 al           | (en) α Eri sur la base de données Simbad du Centre de données astronomiques de Strasbourg.   |
| 9    | Bételgeuse          | α Ori                | M1-2 Ia-Iab    | +0,5 (var)            | 430 al           | (en) α Ori sur la base de données Simbad du Centre de données astronomiques de Strasbourg.   |
| 10   | Hadar               | β Cen                | B1 III         | +0,60                 | 530 al           | (en) β Cen sur la base de données Simbad du Centre de données astronomiques de Strasbourg.   |
| 11   | Capella A           | α1 Aur = α Aur A     | G5 IIIe        | +0,71                 | 42 al            | (en) α1 Aur sur la base de données Simbad du Centre de données astronomiques de Strasbourg.  |
| 12   | Altaïr              | α Aql                | A7 IV-V        | +0,77                 | 16 al            | (en) α Aql sur la base de données Simbad du Centre de données astronomiques de Strasbourg.   |
| 13   | Aldébaran           | α Tau                | K5 III         | +0,85 (var)           | 65 al            | (en) α Tau sur la base de données Simbad du Centre de données astronomiques de Strasbourg.   |
| 14   | Capella B           | α2 Aur = α Aur B     | G0 III         | +0,96                 | 42 al            | (en) α2 Aur sur la base de données Simbad du Centre de données astronomiques de Strasbourg.  |
| 15   | Spica (L'Épi)       | α Vir                | B1 III-IV      | +1,04                 | 260 al           | (en) α Vir sur la base de données Simbad du Centre de données astronomiques de Strasbourg.   |
| 16   | Antarès             | α Sco                | M1 Ib          | +1,09                 | 600 al           | (en) α Sco sur la base de données Simbad du Centre de données astronomiques de Strasbourg.   |
| 17   | Pollux              | β Gem                | K0 IIIb        | +1,15                 | 34 al            | (en) β Gem sur la base de données Simbad du Centre de données astronomiques de Strasbourg.   |
| 18   | Fomalhaut           | α PsA                | A3 V           | +1,16                 | 25 al            | (en) α PsA sur la base de données Simbad du Centre de données astronomiques de Strasbourg.   |
| 19   | Deneb               | α Cyg                | A2 Iae         | +1,25                 | 1 550 al         | (en) α Cyg sur la base de données Simbad du Centre de données astronomiques de Strasbourg.   |
| 20   | Mimosa              | β Cru                | B0,5 IV        | +1,30                 | 350 al           | (en) β Cru sur la base de données Simbad du Centre de données astronomiques de Strasbourg.   |
| 21   | Toliman             | α2 Cen = α Cen B     | K1- V          | +1,33                 | 4 al             | (en) α2 Cen sur la base de données Simbad du Centre de données astronomiques de Strasbourg.  |
| 22   | Régulus             | α Leo Aa             | B7 V           | +1,35                 | 77 al            | (en) α Leo sur la base de données Simbad du Centre de données astronomiques de Strasbourg.   |
| 23   | Acrux A             | α1 Cru               | B0,5 IV        | +1,40                 | 320 al           | (en) α1 Cru sur la base de données Simbad du Centre de données astronomiques de Strasbourg.  |
| 24   | Adhara              | ε CMa                | B2 II          | +1,51                 | 430 al           | (en) ε CMa sur la base de données Simbad du Centre de données astronomiques de Strasbourg.   |
| 25   | Shaula              | λ Sco                | B1,5 IV        | +1,62                 | 700 al           | (en) λ Sco sur la base de données Simbad du Centre de données astronomiques de Strasbourg.   |
| 26   | Gacrux              | γ Cru                | M4 III         | +1,63                 | 88 al            | (en) γ Cru sur la base de données Simbad du Centre de données astronomiques de Strasbourg.   |
| 27   | Bellatrix           | γ Ori                | B2 III         | +1,64                 | 240 al           | (en) γ Ori sur la base de données Simbad du Centre de données astronomiques de Strasbourg.   |
| 28   | Elnath              | β Tau                | B7 III         | +1,68                 | 130 al           | (en) β Tau sur la base de données Simbad du Centre de données astronomiques de Strasbourg.   |
| 29   | Miaplacidus         | β Car                | A2 IV          | +1,70                 | 110 al           | (en) β Car sur la base de données Simbad du Centre de données astronomiques de Strasbourg.   |
| 30   | Alnilam             | ε Ori                | B0 Iab         | +1,70                 | 1 300 al         | (en) ε Ori sur la base de données Simbad du Centre de données astronomiques de Strasbourg.   |
| 31   | Alnitak A           | ζ1 Ori               | O9 Iab         | +1,70                 | 820 al           | (en) ζ1 Ori sur la base de données Simbad du Centre de données astronomiques de Strasbourg.  |
| 32   | Al Na'ir            | α Gru                | B7 IV          | +1,74                 | 100 al           | (en) α Gru sur la base de données Simbad du Centre de données astronomiques de Strasbourg.   |
| 33   | Alioth              | ε UMa                | A0pCr          | +1,76                 | 81 al            | (en) ε UMa sur la base de données Simbad du Centre de données astronomiques de Strasbourg.   |
| 34   | Dubhé A             | α1 UMa               | K0 III         | +1,79                 | 120 al           | (en) α1 UMa sur la base de données Simbad du Centre de données astronomiques de Strasbourg.  |
| 35   | Kaus Australis      | ε Sgr                | B9,5 III       | +1,80                 | 140 al           | (en) ε Sgr sur la base de données Simbad du Centre de données astronomiques de Strasbourg.   |
| 36   | Suhail al Muhlif    | γ2 Vel = γ Vel A     | O9             | +1,81                 | 840 al           | (en) γ12 Vel sur la base de données Simbad du Centre de données astronomiques de Strasbourg. |
| 37   | Mirfak              | α Per                | F5 Ib          | +1,82                 | 590 al           | (en) α Per sur la base de données Simbad du Centre de données astronomiques de Strasbourg.   |
| 38   | Wezen               | δ CMa                | F8 Ia          | +1,84                 | 1 800 al         | (en) δ CMa sur la base de données Simbad du Centre de données astronomiques de Strasbourg.   |
| 39   | Alkaïd              | η UMa                | B3V SB         | +1,85                 | 100 al           | (en) η UMa sur la base de données Simbad du Centre de données astronomiques de Strasbourg.   |
| 40   | Sargas              | θ Sco                | F1 II          | +1,86                 | 270 al           | (en) θ Sco sur la base de données Simbad du Centre de données astronomiques de Strasbourg.   |
| 41   | Alhéna              | γ Gem                | A0 IV          | +1,90                 | 100 al           | (en) γ Gem sur la base de données Simbad du Centre de données astronomiques de Strasbourg.   |
| 42   | Peacock             | α Pav                | B2 IV          | +1,91                 | 180 al           | (en) α Pav sur la base de données Simbad du Centre de données astronomiques de Strasbourg.   |
| 43   | Atria               | α TrA                | K2 IIb-IIIa    | +1,92                 | 420 al           | (en) α TrA sur la base de données Simbad du Centre de données astronomiques de Strasbourg.   |
| 44   | Castor A            | α1 Gem               | A1 V           | +1,96                 | 52 al            | (en) α1 Gem sur la base de données Simbad du Centre de données astronomiques de Strasbourg.  |
| 45   | Murzim              | β CMa                | B1 II-III      | +1,98                 | 500 al           | (en) β CMa sur la base de données Simbad du Centre de données astronomiques de Strasbourg.   |
| 46   | Alphard             | α Hya                | K3 II-III      | +2,00                 | 180 al           | (en) α Hya sur la base de données Simbad du Centre de données astronomiques de Strasbourg.   |
| 47   | Hamal               | α Ari                | K3 II-III      | +2,00                 | 66 al            | (en) α Ari sur la base de données Simbad du Centre de données astronomiques de Strasbourg.   |
| 48   | Polaris             | α UMi                | F7 Ib-II       | +2,01 (var)           | 430 al           | (en) α UMi sur la base de données Simbad du Centre de données astronomiques de Strasbourg.   |
| 49   | Alsephina           | δ1 Vel = δ Vel A     | AI             | +2,03                 | 80 al            | (en) δ1 Vel sur la base de données Simbad du Centre de données astronomiques de Strasbourg.  |
| 50   | Deneb Kaitos        | β Cet                | K0 III         | +2,04                 | 96 al            | (en) β Cet sur la base de données Simbad du Centre de données astronomiques de Strasbourg.   |
| 51   | Saïph               | κ Ori                | B0,5 Iavar     | +2,05                 | 720 al           | (en) κ Ori sur la base de données Simbad du Centre de données astronomiques de Strasbourg.   |
| 52   | Nunki               | σ Sgr                | B3             | +2,06                 | 220 al           | (en) σ Sgr sur la base de données Simbad du Centre de données astronomiques de Strasbourg.   |
| 53   | Menkent             | θ Cen                | K01 IIIb       | +2,06                 | 61 al            | (en) θ Cen sur la base de données Simbad du Centre de données astronomiques de Strasbourg.   |
| 54   | Alphératz           | α And                | B8 IVpMnHg     | +2,06                 | 97 al            | (en) α And sur la base de données Simbad du Centre de données astronomiques de Strasbourg.   |
| 55   | Mirach              | β And                | M0 IIIvar      | +2,06                 | 200 al           | (en) β And sur la base de données Simbad du Centre de données astronomiques de Strasbourg.   |
| 56   | Kochab              | β UMi                | K4 III         | +2,08                 | 130 al           | (en) β UMi sur la base de données Simbad du Centre de données astronomiques de Strasbourg.   |
| 57   | Acrux B             | α2 Cru               | B1 V           | +2,09                 | 320 al           | (en) α2 Cru sur la base de données Simbad du Centre de données astronomiques de Strasbourg.  |
| 58   | Ras Alhague         | α Oph                | A5 III         | +2,10                 | 47 al            | (en) α Oph sur la base de données Simbad du Centre de données astronomiques de Strasbourg.   |
| 59   | Algol               | β Per                | B 8V           | +2,12 (var)           | 93 al            | (en) β Per sur la base de données Simbad du Centre de données astronomiques de Strasbourg.   |
| 60   | Tiaki               | β Gru                | M5 III         | +2,13                 | 170 al           | (en) β Gru sur la base de données Simbad du Centre de données astronomiques de Strasbourg.   |
| 61   | Dénébola            | β Leo                | A3 V           | +2,14                 | 36 al            | (en) β Leo sur la base de données Simbad du Centre de données astronomiques de Strasbourg.   |
| 62   | Naos                | ζ Pup                | O5 Iaf         | +2,21                 | 1 400 al         | (en) ζ Pup sur la base de données Simbad du Centre de données astronomiques de Strasbourg.   |
| 63   | Suhail              | λ Vel                | K4,5 Ib-II     | +2,23                 | 570 al           | (en) λ Vel sur la base de données Simbad du Centre de données astronomiques de Strasbourg.   |
| 64   | Eltanin             | γ Dra                | K5 II          | +2,23                 | 150 al           | (en) γ Dra sur la base de données Simbad du Centre de données astronomiques de Strasbourg.   |
| 65   | Alphecca A          | α1 CrB               | A0 V           | +2,24                 | 75 al            | (en) α1 CrB sur la base de données Simbad du Centre de données astronomiques de Strasbourg.  |
| 66   | Sadir               | γ Cyg                | F8 Ib          | +2,24                 | 1 500 al         | (en) γ Cyg sur la base de données Simbad du Centre de données astronomiques de Strasbourg.   |
| 67   | Schédar             | α Cas                | K0 IIIa        | +2,25                 | 230 al           | (en) α Cas sur la base de données Simbad du Centre de données astronomiques de Strasbourg.   |
| 68   | Aspidiske           | ι Car                | A8 Ib          | +2,25                 | 690 al           | (en) ι Car sur la base de données Simbad du Centre de données astronomiques de Strasbourg.   |
| 69   | Almach A            | γ1 And               | K3 IIb         | +2,26                 | 350 al           | (en) γ1 And sur la base de données Simbad du Centre de données astronomiques de Strasbourg.  |
| 70   | Mizar A             | ζ1 UMa               | A1 V           | +2,27                 | 78 al            | (en) ζ1 UMa sur la base de données Simbad du Centre de données astronomiques de Strasbourg.  |
| 71   | Caph                | β Cas                | F2 III-IV      | +2,27                 | 54 al            | (en) β Cas sur la base de données Simbad du Centre de données astronomiques de Strasbourg.   |
| 72   | (Epsilon Centauri)  | ε Cen                | B1 III         | +2,27                 | 380 al           | (en) ε Cen sur la base de données Simbad du Centre de données astronomiques de Strasbourg.   |
| 73   | Algieba A           | γ1 Leo               | K1- IIIbCN-0,5 | +2,28                 | 130 al           | (en) γ1 Leo sur la base de données Simbad du Centre de données astronomiques de Strasbourg.  |
| 74   | (Alpha Lupi)        | α Lup                | B1,5 III       | +2,28                 | 550 al           | (en) α Lup sur la base de données Simbad du Centre de données astronomiques de Strasbourg.   |
| 75   | Dschubba            | δ Sco                | B0,2 IV        | +2,29                 | 400 al           | (en) δ Sco sur la base de données Simbad du Centre de données astronomiques de Strasbourg.   |
| 76   | Larawag             | ε Sco                | K2 IIIb        | +2,29                 | 65 al            | (en) ε Sco sur la base de données Simbad du Centre de données astronomiques de Strasbourg.   |
| 77   | (Eta Centauri)      | η Cen                | B1,5 Vne       | +2,32                 | 310 al           | (en) η Cen sur la base de données Simbad du Centre de données astronomiques de Strasbourg.   |
| 78   | Mérak               | β UMa                | A1 V           | +2,35                 | 79 al            | (en) β UMa sur la base de données Simbad du Centre de données astronomiques de Strasbourg.   |
| 79   | Ankaa               | α Phe                | K0 III         | +2,37                 | 77 al            | (en) α Phe sur la base de données Simbad du Centre de données astronomiques de Strasbourg.   |
| 80   | Girtab              | κ Sco                | B1,5 III       | +2,38                 | 460 al           | (en) κ Sco sur la base de données Simbad du Centre de données astronomiques de Strasbourg.   |
| 81   | (Gamma Cassiopeiae) | γ Cas                | B0,5 IVe       | +2,39                 | 610 al           | (en) γ Cas sur la base de données Simbad du Centre de données astronomiques de Strasbourg.   |
| 82   | Enif                | ε Peg                | K2 Ib          | +2,40                 | 670 al           | (en) ε Peg sur la base de données Simbad du Centre de données astronomiques de Strasbourg.   |
| 83   | Aludra              | η CMa                | B5 Ia          | +2,40                 | 3 200 al         | (en) η CMa sur la base de données Simbad du Centre de données astronomiques de Strasbourg.   |
| 84   | Avior A             | ε1 Car               | K0 III         | +2,40                 | 630 al           | (en) ε1 Car sur la base de données Simbad du Centre de données astronomiques de Strasbourg.  |
| 85   | Scheat              | β Peg                | M2,5 II-III    | +2,42                 | 200 al           | (en) β Peg sur la base de données Simbad du Centre de données astronomiques de Strasbourg.   |
| 86   | Phecda              | γ UMa                | A0 VeSB        | +2,43                 | 84 al            | (en) γ UMa sur la base de données Simbad du Centre de données astronomiques de Strasbourg.   |
| 87   | Aldéramin           | α Cep                | A7 IV          | +2,44                 | 49 al            | (en) α Cep sur la base de données Simbad du Centre de données astronomiques de Strasbourg.   |
| 88   | (Kappa Velorum)     | κ Vel                | B2 IV-V        | +2,46                 | 540 al           | (en) κ Vel sur la base de données Simbad du Centre de données astronomiques de Strasbourg.   |
| 89   | Markab              | α Peg                | B9 III         | +2,49                 | 140 al           | (en) α Peg sur la base de données Simbad du Centre de données astronomiques de Strasbourg.   |
| 90   | Gienah              | ε Cyg                | K0 III/M3      | +2,50                 | 72 al            | (en) ε Cyg sur la base de données Simbad du Centre de données astronomiques de Strasbourg.   |

## Magnitude absolue
La liste ci-après mentionne les étoiles les plus brillantes que l'on connaisse, classées par magnitude absolue croissante dans les longueurs d'onde visibles. Cette liste n'est cependant pas complète, ni même totalement bien définie :
- Les distances exactes des étoiles ne sont pas toujours connues avec précision (voire pas du tout).
- Les étoiles doubles sont parfois listées indépendamment, tandis que dans d'autres cas la brillance totale du système est prise en compte.
- Certaines étoiles sont variables.
- D'autres listes de référence mentionnent parfois des données fortement différentes (voir  et ).

Attention, avant le 5 août 2009 les valeurs de M pour Rigel et Bételgeuse étaient fausses, il faudrait donc vérifier le tableau : il y a peut-être d'autres valeurs erronées. Pour ce qui est de la magnitude absolue de LBV 1806-20, la distance à l'étoile vaut 30 à 49 000 al, ce qui explique la fourchette de grandeurs donnée ici.
| Rang | Nom de l'étoile         | Magnitude absolue M | Magnitude apparente V | Luminosité L (en L☉)      |
| ---- | ----------------------- | ------------------- | --------------------- | ------------------------- |
| —    | Soleil (pour référence) | +4,8                | -26,8                 | 1 L☉                      |
| 1    | LBV 1806-20             | -11,5               | +8,6                  | 2 000 000 0à 5 000 000 L☉ |
| 2    | Étoile du Pistolet      | -10,75              | +28                   | 3 300 000 L☉              |
| 3    | Cygnus OB2#12           | -9,5                | +11,4                 | 1 900 000 L☉              |
| 4    | ρ Cas                   | -9,5                | +4,4                  | 550 000 L☉                |
| 5    | WR 102ea                | -9,0                | +8,8                  | 2 500 000 L☉              |
| 6    | η Car                   | -8,6                | +4,3                  | 5 000 000 L☉              |
| 7    | R136a1                  | -8,09               | +12,23                | 8 710 000 L☉              |
| 8    | η CMa                   | -7,51               | +2,45                 | 85 000 L☉                 |
| 9    | Pismis 24-1             | -7,5                | +11,0                 | 776 000 L☉                |
| 10   | α Cyg (Déneb)           | -7,2                | +1,25                 | 60 000 L☉                 |
| 11   | δ CMa                   | -6,87               | +1,83                 | 50 000 L☉                 |
| 12   | β Ori (Rigel)           | -6,7                | +0,12                 | 100 000 L☉                |
| 13   | HD 93129A               | -6,5                | +6,9                  | 1 480 000 L☉              |
| 14   | ο CMa                   | -6,46               | +3,02                 |                           |
| 15   | ε Ori                   | -6,38               | +1,69                 | 23 000 L☉                 |
| 16   | γ Cyg                   | -6,12               | +2,23                 |                           |
| 17   | ζ Pup                   | -5,95               | +2,21                 |                           |
| 18   | ε Aur                   | -5,95               | +3,03                 |                           |
| 19   | Bételgeuse              | -5,85               | +0,41                 | 90 0000à 150 000 L☉       |
| 20   | ι1 Sco                  | -5,71               | +2,99                 |                           |
| 21   | η Leo                   | -5,6                | +3,48                 |                           |
| 22   | Antarès                 | -5,58               | +0,92                 | 97 000 L☉                 |
| 23   | υ Car                   | -5,56               | +2,92                 |                           |
| 24   | Canopus                 | -5,53               | -0,62                 | 14 000 L☉                 |
| 25   | β Cen                   | -5,42               | +0,61                 |                           |
| 26   | α Lep                   | -5,4                | +2,58                 |                           |
| 27   | φ Vel                   | -5,34               | +3,52                 |                           |
| 28   | γ Vel                   | -5,31               | +1,75                 |                           |
| 29   | ι Ori                   | -5,3                | +2,75                 |                           |
| 30   | ζ Ori                   | -5,26               | +1,74                 | 10 500 L☉                 |
| 31   | β Cru                   | -5,2                | +1,25                 | 10 000 L☉                 |
| 32   | λ Sco                   | -5,05               | +1,62                 |                           |
| 33   | δ Ori                   | -4,99               | +2,25                 |                           |
| 34   | π Pup                   | -4,92               | +2,71                 |                           |
| 35   | ε CMa                   | -4,8                | +1,5                  |                           |
| 36   | ξ Pup                   | -4,74               | +3,34                 |                           |
| 37   | κ Ori                   | -4,65               | +2,07                 |                           |
| 38   | α Cru                   | -4,6                | +0,76                 | 3 960 L☉                  |
| 39   | ε Car                   | -4,58               | +1,86                 |                           |
| 40   | Épi                     | -3,55               | +1,04                 | 2 180 L☉                  |
| 41   | Achernar                | -1,3                | +0,46                 | 910 L☉                    |
| 42   | γ Cru                   | -1,2                | +1,63                 |                           |
| 43   | Aldébaran               | -0,63               | +0,85                 | 149 L☉                    |
| 44   | Régulus                 | -0,52               | +1,35                 | 134,2 L☉                  |
| 45   | Arcturus                | -0,31               | -0,04                 | 114 L☉                    |
| 46   | Capella                 | +0,4                | +0,08                 | 76 L☉                     |
| 47   | Castor                  | +0,5                | +1,98                 | 58 L☉                     |
| 48   | Véga                    | +0,58               | +0,03                 | 50,1 L☉                   |
| 49   | Pollux                  | +0,7                | +1,14                 | 30,5 L☉                   |
| 50   | Sirius                  | +1,4                | -1,46                 | 23 L☉                     |